# Greding

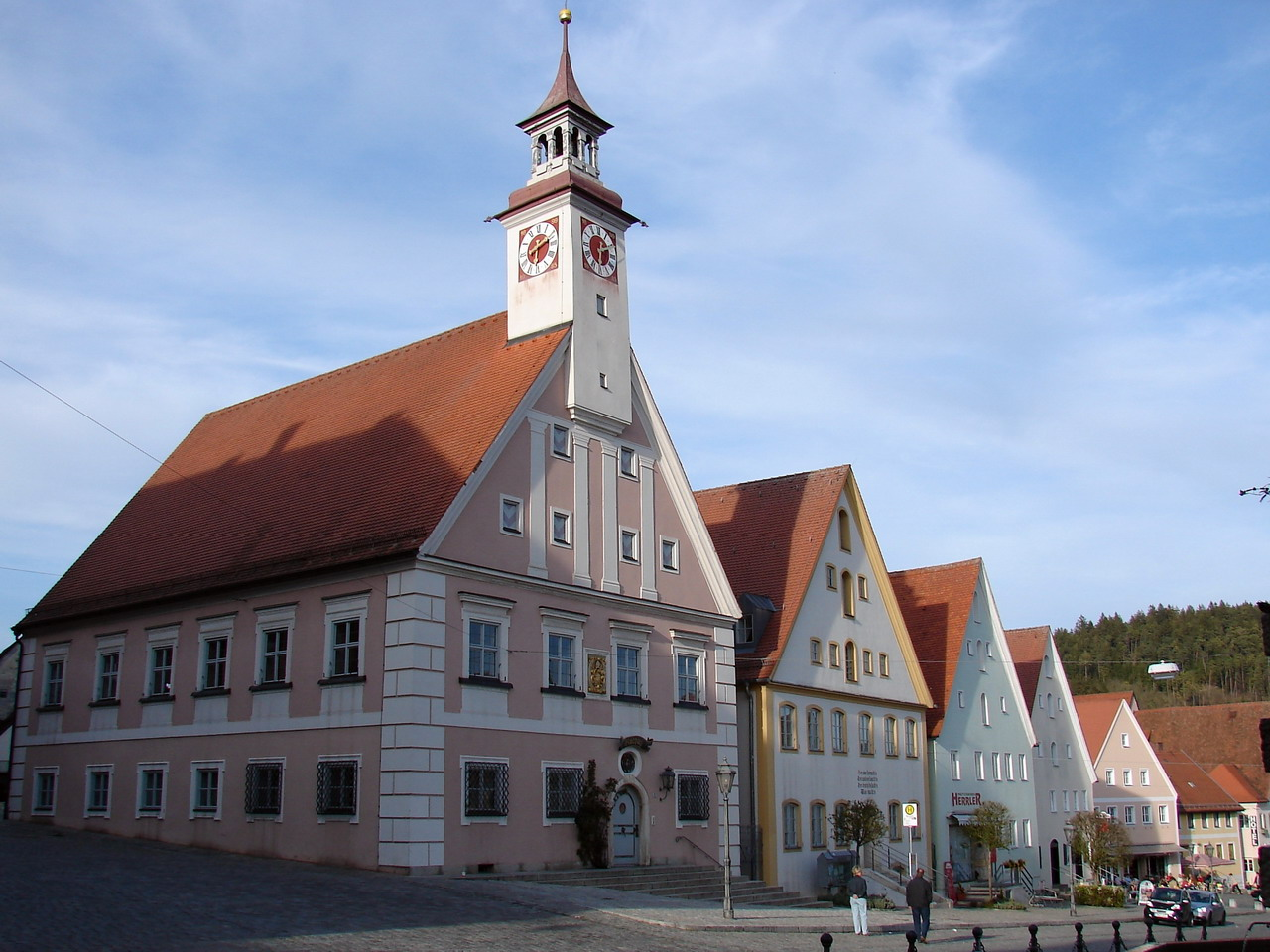
Marktplatz mit Rathaus

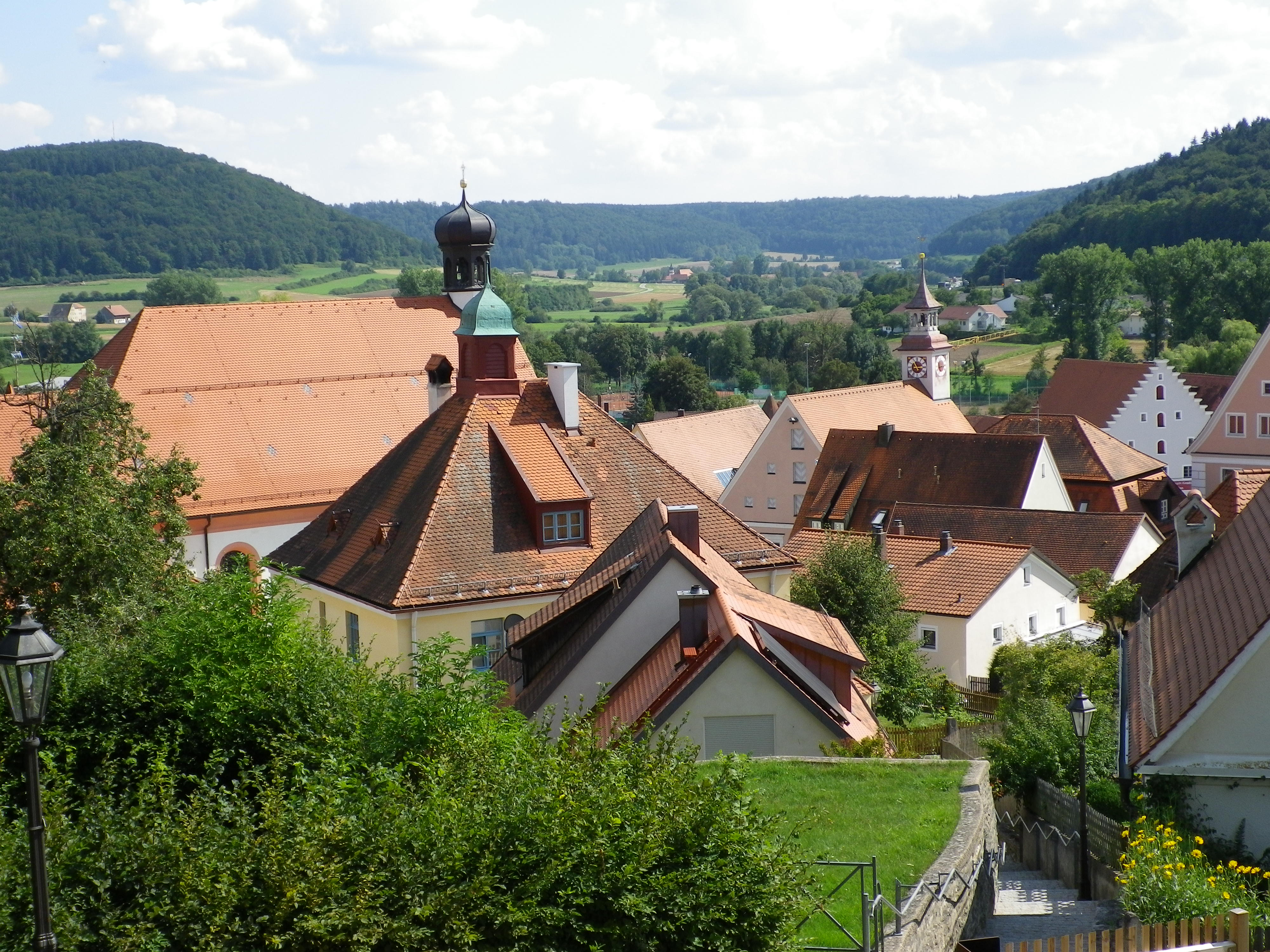
Blick auf Greding

Greding ([ˈɡʁeːdɪŋ] ⓘ, im Dialekt als Greiding ausgesprochen) ist eine Stadt im Landkreis Roth (Mittelfranken, Bayern). Sie liegt im Tal der Schwarzach, eines Nebenflusses der Altmühl, inmitten des Naturparks Altmühltal und des Fränkischen Seenlandes.

## Geographie

### Lage
Greding liegt ca. 32 km nördlich von Ingolstadt und ca. 50 km südlich von Nürnberg im Gebiet des Naturparks Altmühltal. Von Nordwest nach Südost wird das Gemeindegebiet von der Autobahn A9 durchquert. Parallel dazu fließt die Schwarzach. Die Stadt ist staatlich anerkannter Erholungsort.
Das mittelfränkische Stadtgebiet grenzt an zwei bayerische Landkreise (Eichstätt und Neumarkt) und zugleich an zwei bayerische Regierungsbezirke (Oberbayern und Oberpfalz).
Greding wird vom oberbayerischen Beilngries, Kinding und Titting, dem oberpfälzischen Berching und Freystadt und den ebenfalls mittelfränkischen Hilpoltstein und Thalmässing umgeben.
| Thalmässing | Hilpoltstein | Freystadt  |
|             | Kompass      | Berching   |
| Titting     | Kinding      | Beilngries |

Die höchste Erhebung in der Gemeinde Greding ist der Euerwanger Bühl mit 595,3 m ü. NHN. Die niedrigste Höhe ist 379 m ü. NHN an der Stelle, an der die Schwarzach das Gemeindegebiet verlässt.

### Gemeindegliederung
Die Stadt besteht aus 31 amtlich benannten Gemeindeteilen auf 18 Gemarkungen. Durch die Stadtverwaltung werden nur 23 der 31 Gemeindeteile als Ortsteile bezeichnet. Die meisten Einöden und Weiler bleiben hierbei unberücksichtigt.
| Gemeindeteil     | Gemarkung        | Siedlungstyp                                                            |
| ---------------- | ---------------- | ----------------------------------------------------------------------- |
| Attenhofen       | Landerzhofen     | Dorf                                                                    |
| Birkhof          | Landerzhofen     | Weiler                                                                  |
| Bleimerschloß    | Kraftsbuch       | Einöde                                                                  |
| Buganderl-Keller | Greding          | Einöde                                                                  |
| Distelmühle      | Greding          | Einöde                                                                  |
| Esselberg        | Esselberg        | Kirchdorf                                                               |
| Euerwang         | Euerwang         | Kirchdorf                                                               |
| Grafenberg       | Grafenberg       | Kirchdorf                                                               |
| Greding          | Greding          | Hauptort                                                                |
| Großhöbing       | Großhöbing       | Pfarrdorf                                                               |
| Günzenhofen      | Großhöbing       | Weiler                                                                  |
| Hausen           | Hausen           | Kirchdorf                                                               |
| Heimbach         | Heimbach         | Pfarrdorf                                                               |
| Herrnsberg       | Herrnsberg       | Kirchdorf                                                               |
| Hofberg          | Obermässing      | Weiler                                                                  |
| Kaising          | Kaising          | Kirchdorf                                                               |
| Kleinnottersdorf | Kleinnottersdorf | Dorf                                                                    |
| Kraftsbuch       | Kraftsbuch       | Kirchdorf                                                               |
| Landerzhofen     | Landerzhofen     | Kirchdorf                                                               |
| Linden           | Kraftsbuch       | Kirchdorf                                                               |
| Mettendorf       | Mettendorf       | Kirchdorf                                                               |
| Obermässing      | Obermässing      | Pfarrdorf                                                               |
| Österberg        | Österberg        | Kirchdorf                                                               |
| Röckenhofen      | Röckenhofen      | Pfarrdorf                                                               |
| Rotheneichmühle  | Obermässing      | Einöde                                                                  |
| Schutzendorf     | Schutzendorf     | Kirchdorf                                                               |
| Steinmühle       | Großhöbing       | Einöde (Abgerissen beim Bau der Schnellfahrstrecke Nürnberg–Ingolstadt) |
| Untermässing     | Untermässing     | Pfarrdorf                                                               |
| Viehhausen       | Kleinnottersdorf | Weiler                                                                  |
| Wildbad          | Großhöbing       | Einöde                                                                  |
| Wirthsmühle      | Obermässing      | Einöde                                                                  |

Gemeindeteile die in der Vergangenheit benannt waren:
- Achmühle
- Grabkapelle
- Hintermühle
- Lanzmühle
- Mittelmühle
- Petermühle
- Vordermühle
- Ziegelhof

Die Vorwahl 08463 liegt abgesehen von Kleinhöbing und Litterzhofen komplett im Gemeindegebiet. Obermässing, Wirthsmühle, Österberg, Rotheichmühle, Viehhausen und Kleinnottersdorf haben 08469 und Ziegelhof 08467.

### Klima
Das Klima ist gemäßigt. Die Temperatur beträgt im Jahresdurchschnitt 8,4 °C, die durchschnittliche jährliche Niederschlagsmenge 707 Millimeter. Der Anschluss an das kontinentale Binnenklima führt zu einer sehr großen Zahl von Sonnentagen.
|                        | Jan  | Feb  | Mär  | Apr  | Mai  | Jun  | Jul  | Aug  | Sep  | Okt  | Nov | Dez  |   |      |
| Mittl. Temperatur (°C) | −1,4 | −0,1 | 4    | 8,3  | 12,8 | 16,1 | 17,8 | 17,2 | 13,8 | 8,7  | 3,6 | −0,1 | ⌀ | 8,4  |
| Mittl. Tagesmax. (°C)  | 1,4  | 3,3  | 8,4  | 13,4 | 18,3 | 21,6 | 23,4 | 22,7 | 19,1 | 13,2 | 6,4 | 2,4  | ⌀ | 12,8 |
| Mittl. Tagesmin. (°C)  | −4,1 | −3,5 | −0,3 | 3,2  | 7,3  | 10,6 | 12,2 | 11,7 | 8,6  | 4,3  | 0,8 | −2,6 | ⌀ | 4,1  |
|                        |      |      |      |      |      |      |      |      |      |      |     |      |   |      |
| Niederschlag (mm)      | 46   | 41   | 45   | 49   | 70   | 88   | 83   | 79   | 57   | 48   | 49  | 51   | Σ | 706  |

| −4,1 |

| −3,5 |

| −0,3 |

| 3,2 |

| 7,3 |

| 10,6 |

| 12,2 |

| 11,7 |

| 8,6 |

| 4,3 |

| 0,8 |

| −2,6 |

| −4,1 |

| −3,5 |

| −0,3 |

| 3,2 |

| 7,3 |

| 10,6 |

| 12,2 |

| 11,7 |

| 8,6 |

| 4,3 |

| 0,8 |

| −2,6 |

## Geschichte
Für die Geschichte vor der Eingemeindung siehe Greding (Ortsteil)
Das Gemeindegebiet wurde ab 1972 durch die Gebietsreform wesentlich vergrößert und die Gemeinde kam zum Landkreis Roth. Seit der Gebietsreform ist Greding die südöstlichste Gemeinde von Mittelfranken und grenzt an Oberbayern und die Oberpfalz.
Am 1. April 1971 wurden im Zuge der Gebietsreform in Bayern die Gemeinden Großhöbing und Kaising eingegliedert. Am 1. Januar 1972 kamen Euerwang, Grafenberg, Hausen, Herrnsberg, Kleinnottersdorf, Kraftsbuch, Landerzhofen, Mettendorf, Obermässing, Österberg, Röckenhofen, Schutzendorf und Untermässing hinzu. Am 1. Juli 1972 folgte Esselberg.

## Religionen
Die Bevölkerung ist überwiegend römisch-katholisch. Auf dem Gebiet der Gemeinde gibt es folgende Pfarreien, welche alle dem Pfarrverband Greding und dem Dekanat Roth-Schwabach im Bistum Eichstätt angehören:
- St. Jakobus, Greding (Filialen: St. Mariä Empfängnis, Kaising, St. Thomas, Landerzhofen, St. Peter und Paul, Hausen und St. Johannes der Täufer, Mettendorf (St. Annawallfahrt) Weitere Kirchen in Greding: St. Martin, St. Magdalena)
- St. Pauli Bekehrung, Heimbach (St. Martin, Euerwang, St. Andreas, Kraftsbuch, St. Maria Hilf, Linden)
- St. Ägidius, Röckenhofen (St. Pankratius, Herrnsberg)
- St. Johannes Evangelist, Großhöbing (St. Wolfgang, Schutzendorf)
- St. Maria Himmelfahrt, Obermässing (St. Stephanus, Österberg, St. Leonhard, Häusern, Stadt Hilpoltstein)
- St. Leodegar, Untermässing (St. Johannes Evangelist, Lohen, Markt Thalmässing)[10]

St. Bartholomäus, Grafenberg und St. Nikolaus, Esselberg liegen im Gemeindegebiet und gehören zur Pfarrei Morsbach, Gemeinde Titting.
Die Gemeinde Greding zeichnet sich durch eine große Anzahl an Kirchen und somit auch Kirchdörfern.
Die evangelische Kirchengemeinde baute 1967 die Apostelkirche. Anfangs wurde sie vom Pfarrer von Schwimbach betreut. Danach wurde die Gemeinde viele Jahre vom Pfarrer von Offenbau betreut. Mittlerweile ist der Pfarrer von St. Gotthard (Thalmässing), Dekanatsbezirk Weißenburg zuständig.

## Politik und Kommunales

### Gemeinderat

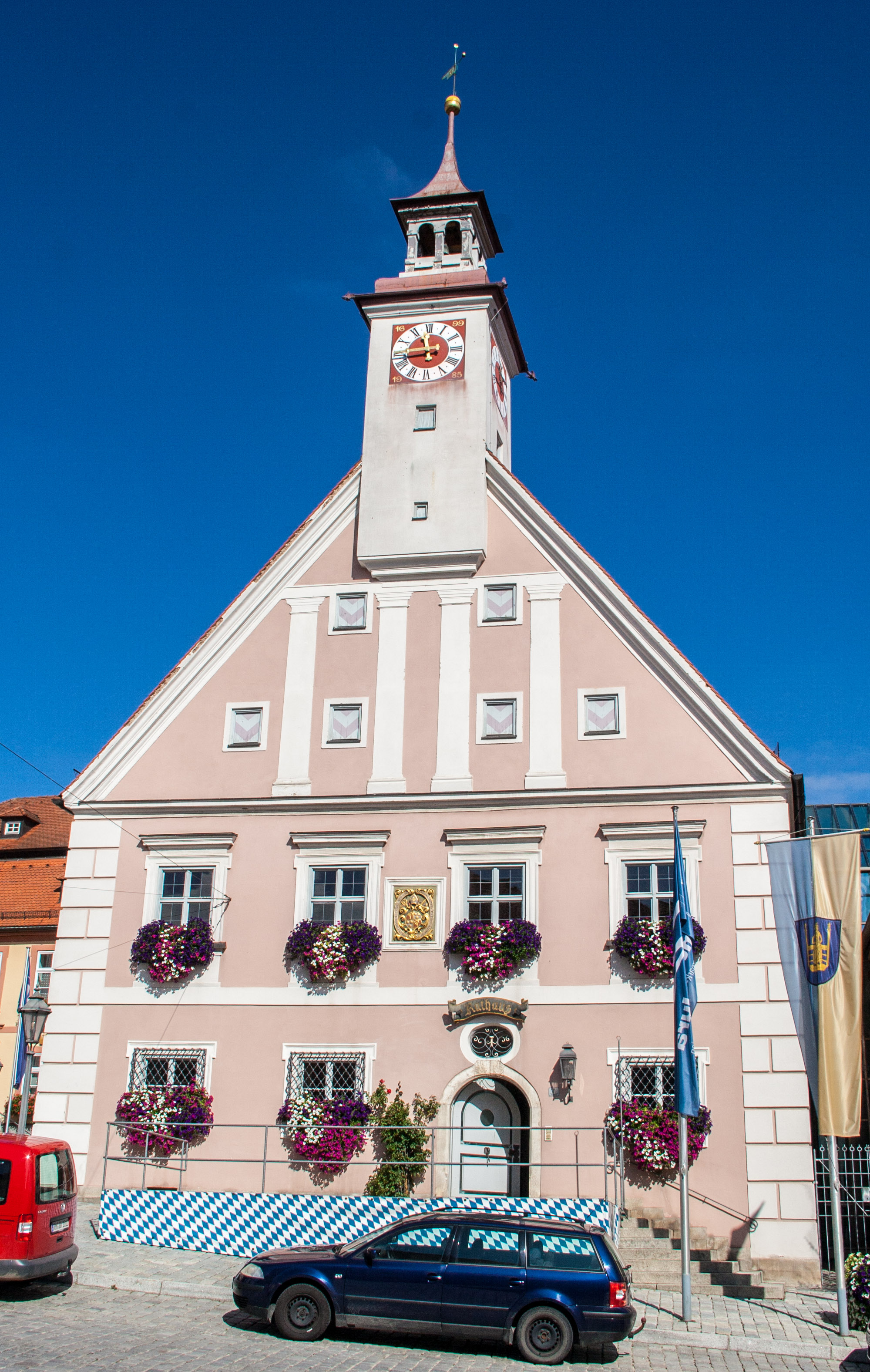
Rathaus

Seit der Kommunalwahl am 15. März 2020 verfügt die CSU im Stadtrat über 8, die UWG/FW über 7, die SPD über 3 und die FDP über 2 Sitze. 
Am 30. Juni 2024 wurde der Bürgermeister neu gewählt. Erster Bürgermeister ist Josef Dintner (CSU), Zweiter Bürgermeister ist Oswald Brigl (CSU), Dritter Bürgermeister ist Hermann Kratzer (FW).
Bisherige Bürgermeister der Großgemeinde Greding:
- 1845–1866: Johann Baptist Brand (* 20. Dezember 1802; † 19. März 1877)
- 1866–1892: Michael Benz (* 10. April 1820; † 21. Januar 1892)
- 1892–1900: Matthäus Schuster (* 1836; † 17. Februar 1901)
- 1900–1912: Franz Xaver Geyer (* 1860; † 5. Juli 1928)
- 1912–1924: Jakob Benz (* 27. Februar 1859; † 30. September 1934)
- 1924–1930: Ferdinand Kraus (* 1865; † 1932)
- 1930–1945: Josef Veigele (* 22. Oktober 1895; † 24. Mai 1966)
- Mai 1945– 8. Oktober 1945: Rupert Kreger (* 28. Februar 1883; † 30. März 1957)
- 20. Dezember 1945–5. Februar 1946: Josef Losch (* 16. März 1902; † 31. Juli 1956)
- 1946–1960: Franz Karmann (* 13. Februar 1900; † 25. Dezember 1966)
- 1960–1978: Albert Lux (* 27. August 1904; † 7. September 1980)
- 1978–1996: Otto Heiß (CSU) (* 19. Februar 1939)
- 1996–2008: Franz Josef Lerzer (CSU), Beamter im Landratsamt Roth, verhalf der Gemeinde durch die Veruntreuung von Gemeindegeldern zu einiger Bekanntheit.[14]
- 2008–2024: Manfred Preischl (Freie Wähler)[15]
- seit 2024: Josef Dintner (CSU)

Der kommunale Verwaltungshaushalt 2007 weist Ausgaben in Höhe von 7.947.000 Euro aus, der Vermögenshaushalt umfasste im gleichen Jahr 4.232.000 Euro. Die Pro-Kopf-Verschuldung ist aufgrund positiver Konjunkturentwicklungen von 863 auf 786 Euro gesunken. Für die folgenden Jahre sind Investitionen von rund 10 Millionen Euro geplant, vor allem in kommunale Einrichtungen, die Wasserversorgung und die Abwasserbeseitigung.

### Wappen und Flagge
Wappen
| Wappen von Greding | Blasonierung: „In Blau auf goldenem Stuhl sitzend ein golden gekleideter und gekrönter Fürst mit erhobener Rechten, in der Linken ein Zepter haltend.“ |
| Wappen von Greding | Wappenbegründung: Ursprünglich war ein gekrönter Mann abgebildet – vermutlich ein König –, Bezug darauf nehmend, dass Greding bis 1311 ein Königsgut war. In der Folgezeit wurde daraus eine sitzende Frau mit Krone, die einen Palmzweig hält und wegen dieses Attributes als die Heilige Margarethe gedeutet werden kann. Die „Gretl“ stand nun redend für den Ortsnamen. Greding führt seit dem 14. Jahrhundert ein Wappen. |

Flagge
Die Gemeindeflagge ist gelb-blau.

## Kultur und Sehenswürdigkeiten

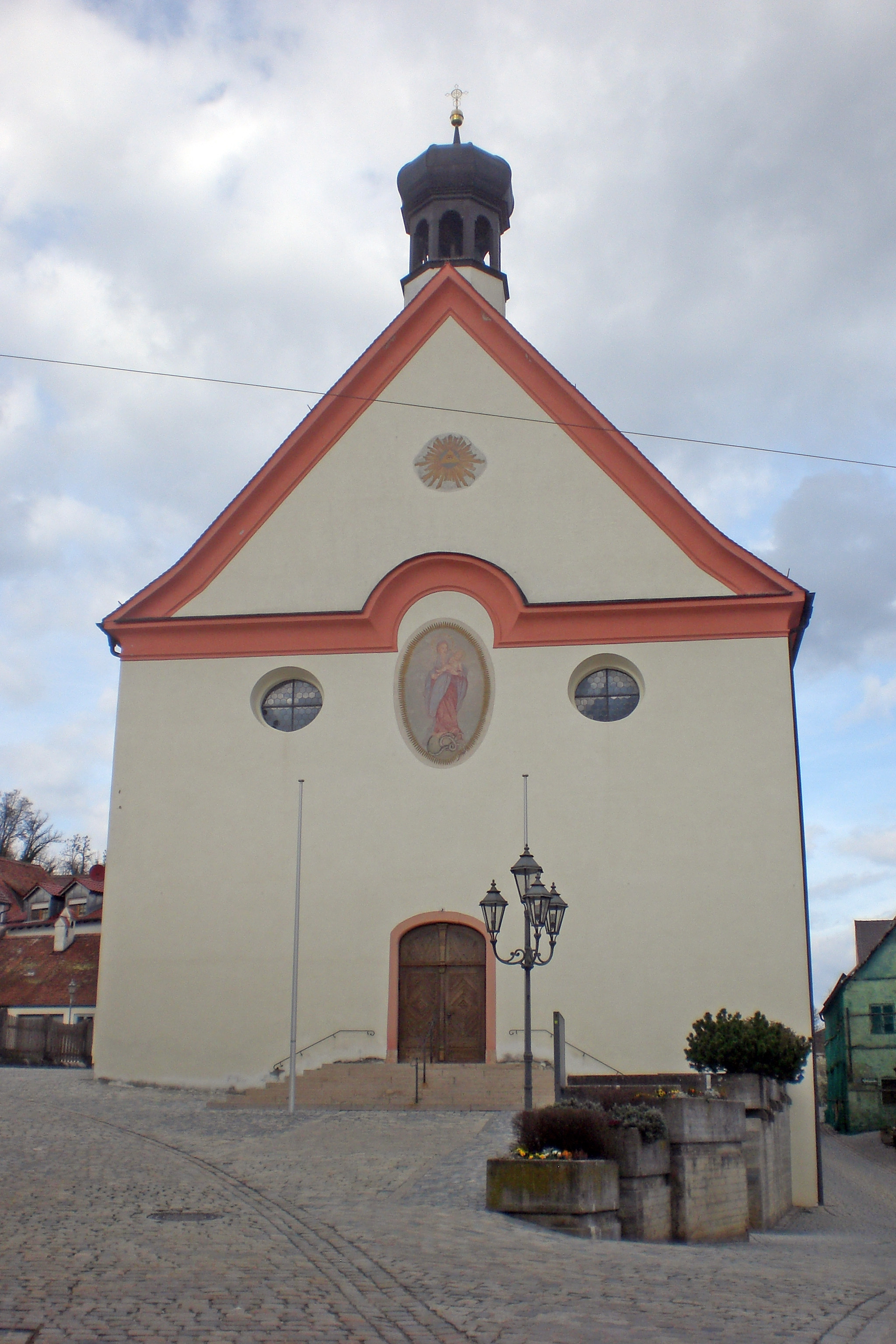
St. Jakob (2024)

### Bauwerke
- Rathaus
- Katholische Stadtpfarrkirche St. Jakobus
- Ehemaliges fürstbischöfliches Jägerhaus
- Fürstbischöfliches Jagdschloss
- Romanische Basilika St. Martin
- Wallfahrtskirche Maria Hilf im Gemeindeteil Linden, 1728 geweiht, mit Arma-Christi-Kreuz.

Details siehe bei den jeweiligen Gemeindeteilen.

### Museen

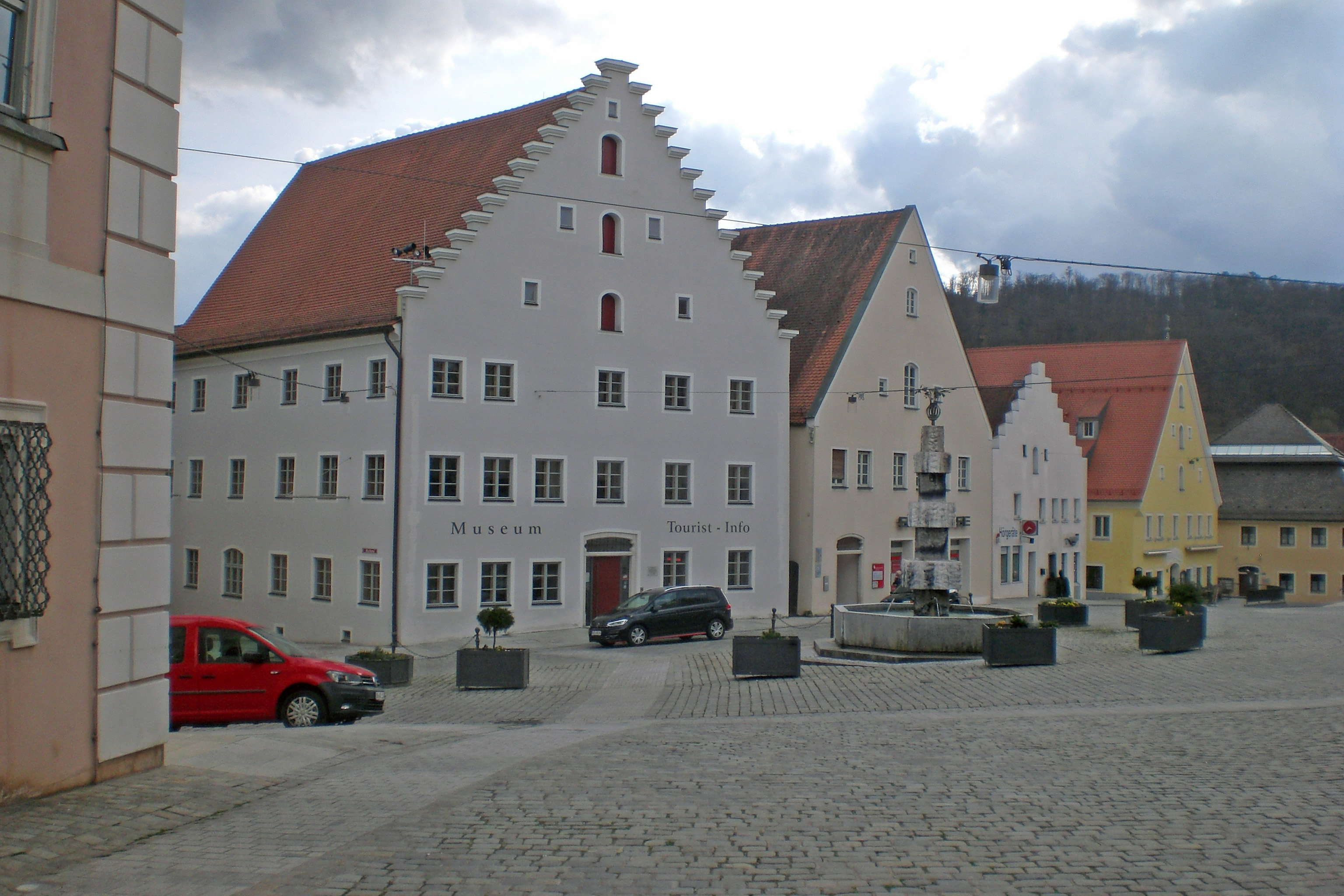
Museum Greding (2024)

- Archäologie Museum Greding (unter anderem mit einer Rekonstruktion des Großhöbinger Fürstengrabs)
- Sparkassenmuseum am Marktplatz[18]
- Motorradmuseum Oldtimer Just

### Natur
Naturschutzgebiet Bach und Schluchtwald bei Untermässing
Naturschutzgebiet Kuhbachtal bei Hausen
Geschützter Landschaftsbestandteil und Geotop Heinrichsgraben

### Veranstaltungen
Jedes Jahr findet am ersten Wochenende im September auf dem Marktplatz der Gredinger Trachtenmarkt statt. Mit rund 10.000 Besuchern gehört er zu den bedeutendsten Märkten seiner Art in Deutschland.
Durch das Gemeindegebiet von Greding führt die Radstrecke des Challenge Roth.

## Wirtschaft und Infrastruktur
Der Tourismus hat eine große wirtschaftliche Bedeutung, die Gemeinde gab für das Jahr 2009 rund 57.000 Übernachtungen an. 29 Betriebe mit 574 Betten bieten entsprechende Dienstleistungen an. Dazu kommen wegen der nahen Autobahn und der Radtouristen zahlreiche Tagesgäste; das umfangreiche gastronomische Angebot fällt im Ortsbild ins Auge. Greding liegt im Ausflugsbereich der Städte Nürnberg ~58 km und Ingolstadt ~36 km.
Im gewerblichen Bereich sind Burgbad, ehemals KAMA-Möbelwerk (1998: 255 Mitarbeiter, 82 Millionen DM Umsatz), die Kirschner Maschinen- und Metallbau GmbH, die TBG Transportbeton GmbH & Co Franken KG, Auto Bierschneider und Trendstore sowie diverse kleine Handwerksbetriebe zu nennen.
Größter Arbeitgeber der Stadt ist das Bundesamt für Ausrüstung, Informationstechnik und Nutzung der Bundeswehr mit seiner WTD auf dem Kalvarienberg.

### Verkehr
Die A 9 führt von Nordwesten nach Süden durch das Gredinger Stadtgebiet. Im Südwesten des Hauptortes befindet sich die Anschlussstelle 57. Die Staatsstraße 2227 führt nach Thalmässing (10,5 km nordwestlich) bzw. nach Kinding (5,5 km südlich). Die Staatsstraße 2236 führt nach Berching (9 km nordöstlich) bzw. nach Kraftsbuch (4 km westlich). Die Kreisstraße RH 28 führt nach Röckenhofen (3,7 km nördlich). Die Kreisstraße RH 29/EI 23 führt nach Hirschberg bei Beilngries (7,5 km östlich). Eine Gemeindeverbindungsstraße führt nach Herrnsberg (2 km nördlich).
Unter Porsche-Fahrern galt es in den 1980er-Jahren als eine besondere Herausforderung, die langgestreckte Kurve der A 9 mit Vollgas zu durchfahren. Der Legende nach geht das auf ein Interview mit dem Rennfahrer Walter Röhrl zurück, in dem der Ausdruck „Greding geht voll!“ geprägt wurde.
 Greding verfügte über einen dreigleisigen Bahnhof an der Bahnstrecke Roth–Greding mit einem Betriebsgebäude, einem Nebengebäude, einer Lokomotiveremise für zwei Lokomotiven, einem Ökonomiegebäude und einer Ladehalle. Vom 1. Juni 1888 bis zum 28. Mai 1972 verband die Strecke den Ort mit dem Bahnhof Roth. Die Züge wurden nach dem Endbahnhof Gredl genannt. Seitdem verbanden mehrere Buslinien Greding mit den Städten und Gemeinden im Umland. Mit der Eröffnung des Regionalverkehrs auf der Schnellfahrstrecke Nürnberg–Ingolstadt am 10. Dezember 2006 wurde der Busverkehr angepasst, um den Ort an die Bahnhöfe Allersberg (Rothsee) und Kinding (Altmühltal) anzuschließen. Die Schnellfahrstrecke verläuft westlich der Stadt im 7,7 Kilometer langen Euerwangtunnel.

### Medien
Die lokale Berichterstattung erfolgt in der Hilpoltsteiner Zeitung und der Roth-Hilpoltsteiner Volkszeitung, Heimatausgaben der Nürnberger Nachrichten und der Nürnberger Zeitung, sowie dem Hilpoltsteiner Kurier, in gleicher Weise einer Regionalausgabe des Donaukuriers.

### Bildung
Es gibt in Greding eine Volksschule (Grund- und Mittelschule). Im selben Gebäude ist eine staatliche Wirtschaftsschule untergebracht, welche mit der Berufsschule Eichstätt zusammenarbeitet. Dort angeschlossen ist der Kinderhort Sonnenblume (Betreiber Katholische Kindertageseinrichtungen Ingolstadt gemeinnützige GmbH). Im Ortsteil Obermässing gibt es eine Grundschule, in Greding eine Volkshochschule. Weiterhin hat Greding zwei Kindergärten, die von der Katholische Kindertageseinrichtungen Ingolstadt gemeinnützige GmbH (Kindertagesstätte St. Martin) und vom evangelischen Kirchenvorstand Greding betrieben werden. Zusätzlich gibt es einen Kinderkrippe, die von der Katholische Kindertageseinrichtungen Ingolstadt gemeinnützige GmbH betrieben wird. Von den Kirchenstiftungen in Obermässing und Röckenhofen wird ebenfalls ein Kindergarten betrieben.

## Söhne und Töchter der Stadt
- Jutta Appelt (* 1939), Politikerin (CDU)
- Anton Biersack (1907–1982), Komponist
- Basilius Binder (1910–1947), Benediktiner und Professor für Moraltheologie an der Theologischen Fakultät in Salzburg
- Johann Adam Bleibinhaus (1680–1749), Eichstätter Domkapellmeister
- Christian Heiß (* 1967), Regensburger Domkapellmeister
- Johannes Hirschberger (1900–1990), katholischer Theologe, Philologe, Philosophiehistoriker und Philosoph
- Julius Kopp (1823–1892), bayerischer Politiker (Patriotenpartei)
- Benedikt Kögl (1892–1973), Maler

### Personen in Verbindung mit Greding
- Fredl Fesl (1947–2024), niederbayerischer Musiker und Sänger, verbrachte einige Jahre seiner Kindheit in Greding
- Marion Niederländer (* 1966), deutsche Schauspielerin
- Patrick Lange (* 1981), Dirigent, wuchs in Greding auf
- Marina Schuster (* 1975), Politikerin (FDP), von 2005 bis 2013 Mitglied des Deutschen Bundestages, wuchs in Greding auf

### Ehrenbürger der Stadt Greding
1. Stadtpfarrer Adam Hirschberger (* 24. Mai 1856 in Wappersdorf; † 25. Januar 1933; Verleihung 1922; Pfarrer 1899–1922)
2. Hans Wolf, Sanitätsrat (* 24. September 1869 in Ingolstadt; † 10. April 1960; Verleihung 19. März 1927)
3. Josef Veigele (* 22. Oktober 1895; † 24. Mai 1966; Verleihung 24. Juni 1962; Bürgermeister 1930–1945)
4. Fritz Mayer, Architekt (aus Nürnberg; Verleihung 24. Juni 1962)
5. Heinrich Herold, Direktor der Agfa Fotowerke (* 3. April 1900 in Greding; † 24. März 1984; Verleihung 7. August 1964; 10. November 1965 Bundesverdienstkreuz 1. Klasse)
6. Michael Gerner (* 23. September 1889 in Jahrsdorf; † 25. März 1969 in Eichstätt; Verleihung 1965; Pfarrer 1944–1967)
7. Franz Karmann, Altbürgermeister (* 13. Februar 1900 in Greding; † 25. Dezember 1966; Verleihung 27. Juli 1965; Bürgermeister 1946–1960; 8. Mai 1962 Bundesverdienstkreuz am Bande)
8. Albert Lux, Altbürgermeister (* 27. August 1904; † 7. September 1980; Verleihung 16. November 1979; Bürgermeister 1960–1978)
9. Alfred Forstmeyer, Direktor der Wehrtechnische Dienststelle (* 17. Januar 1902 in Rheinau; † 11. August 1989 in Greding; Verleihung 16. November 1979)
10. Anton Probst (* 4. Oktober 1912 in Sulzdorf; † 12. Dezember 2002; Verleihung 2. Oktober 1984; Pfarrer 1967–1991)
11. Otto Heiß, Altbürgermeister (* 19. Februar 1939 in Untermässing; Verleihung 27. Dezember 2014; Bürgermeister 1978–1996)

#### Ehrenbürger eingegliederter Gemeinden
- Eugen Krämer, Hauptlehrer, Ehrenbürger von Röckenhofen (* 31. August 1862 in Reichenhall; Verleihung 1912)
- Johann Schiffer, Hauptlehrer, Ehrenbürger von Obermässing (* 22. Februar 1875 in Neunkirchen am Sand; † 24. Oktober 1937 in Schnaittach; Verleihung 1928)
- Johannes Hirschberger, Professor der Theologie, Ehrenbürger von Österberg (* 27. Juni 1900 in Österberg; † 27. November 1990 in Oberreifenberg; Verleihung 27. Juni 1950)
- Josef Schlund, Hauptlehrer, Ehrenbürger von Untermässing (* 8. März 1902 in Fürth; † 1. Februar 1982 in Untermässing; Verleihung 1956)
- Johannes Nagler, Pfarrer und Dekan, Ehrenbürger von Röckenhofen (* 17. September 1910 in Arberg; † 13. Januar 1977 in Ingolstadt; Verleihung 1961)
- Franz Sand, Pfarrer von Emsing, Ehrenbürger von Grafenberg (Emsing und Titting) (* 1. Februar 1901 in Eichstätt; Verleihung 1966)
- Michael Kurzendorfer, Pfarrer von Großhöbing, Ehrenbürger von Großhöbing und Schutzendorf (* 2. Februar 1884 in Trautmannshofen; † 14. Oktober 1970 in Pfaffenhofen; Verleihung 1960)
- Bürgermeister Josef Lang, Bürgermeister, Ehrenbürger der Gemeinde Landerzhofen (* 9. November 1897 in Attenhofen; † 3. März 1972 in Attenhofen; Verleihung 1960)
- Martin Frank, Domkapitular am Eichstätter Dom, Ehrenbürger von Euerwang (* 30. März 1888 in Euerwang; † 19. Februar 1963 in Eichstätt; Verleihung 1954)